# Lerista fragilis
Lerista fragilis är en ödleart som beskrevs av  Günther 1876. Lerista fragilis ingår i släktet Lerista och familjen skinkar. Inga underarter finns listade i Catalogue of Life.